# Шкуматов, Владимир Макарович
Влади́мир Мака́рович Шкума́тов — советский и белорусский биохимик, преподаватель, доктор биологических наук, профессор, член-корреспондент Национальной академии наук Беларуси.

## Биография
Шкуматов Владимир Макарович родился 30 мая 1952 года в городе Мозырь Гомельской области. С отличием окончил Белорусский государственный университет в 1974 г. по специальности биохимия. Работал в Институте биоорганической химии АН Беларуси (ныне Национальная академия наук Беларуси). В 1980 г. защитил в БГУ кандидатскую диссертацию, а в 1990 г. — докторскую диссертацию по специальности «Биохимия» на тему «Цитохром Р450-зависимые пути биосинтеза физиологически активных веществ» в Институте биохимии им. А. Н. Баха АН СССР. В 1987—1996 гг. — заместитель генерального директора Белорусского государственного научно-производственного объединения «Белбиотехнология». C 1996 г. по настоящее время работает заведующим лабораторией НИИ физико-химических проблем БГУ и профессором кафедры высокомолекулярных соединений БГУ. В 1986 г. присвоено ученое звание «старший научный сотрудник», с 2014 г. — член-корреспондент НАН Беларуси.
В. М. Шкуматов — лауреат Международной премии АН СССР и АН ГДР за лучшую работу в области естественных наук(1988 г), награжден медалями Петербургской технической ярмарки в номинации «биотехнология и медицина» (2011г, 2014 г). Имеет знак «Изобретатель СССР». В. М. Шкуматов председатель экспертного совета «физико-химическая биология» Высшей аттестационной комиссии Республики Беларусь, председатель координационного совета по приоритетному направлению научных исследований «биотехнология и наноиндустрия».
Умер в 2024 году.

## Научная деятельность
Лаборатория биохимии лекарственных препаратов НИИ физико-химических проблем, которую возглавляет Владимир Макарович, разрабатывает новые химико-ферментативные методы синтеза стероидных гормонов; исследует структурно-функциональные организации гидролитических ферментов с целью создания лекарственных средств на их основе, разрабатывает технологии получения высокоочищенных факторов свертывания крови и подходов к акусто-ферментативному разрушению тромбов.

### Сфера научных интересов
- Биотехнология
- Физико-химическая биология
- Биохимия

### Основные направления научной деятельности
- Методы выделения и очистки белков-ферментов монооксигеназных систем
- Изучение закономерностей ковалентно-сорбционной реконструкции монооксигеназных систем
- Разработка методов получения радиоактивномеченых стероидов

### Преподаваемые дисциплины
- Биохимия
- Химия биополимеров

## Публикации
1. Faletrov YV, Frolova NS, Hlushko HV, Rudaya EV, Edimecheva IP, Mauersberger S, Shkumatov VM. / Evaluation of fluorescent probes Nile Red and 25-NBD-cholesterol as substrates for steroid-converting oxidoreductases using pure enzymes and microorganisms.[2]// FEBS J. — 2013. — Vol. 280 — P. 3109-3119
2. Faletrov YV, Bialevich KI, Edimecheva IP, Kostsin DG, Rudaya EV, Slobozhanina EI, Shkumatov VM. 22-NBD-cholesterol as a novel fluorescent substrate for cholesterol-converting oxidoreductases[3] //J. Steroid Biochem Mol Biol. — 2013. — Vol.134. — P. 59-66.
3. Cherniavsky E.A., Strakha I.S., Adzerikho I.E., Shkumatov V.M. Ultrasound-assisted fibrinogen and fibrin proteolysis[4]// Advances in Medicine and Biology, Vol.40 // Ed. L.V. Berhardt. — Nova Science Publishers, 2013. — P.281-296. (ISBN 978-1-62100-421-9).
4. Mauersberger S., Novikova L.A., Shkumatov V.M. Cytochrome P450 expression in Yarrowia lipolytica and its use in steroid biotransformation // Yarrowia lipolytica, Microbiology Monographs 25 // Ed. G. Barth. — Springer-Verlag Berlin Heidelberg, 2013. — P. 171—226.
5. Ya.V. Faletrov, N.S. Frolova, E.V. Rudaya, D.G. Kostin, E.I. Slobozhanina, and V.M. Shkumatov22-NBD-cholesterol, a new fluorescent substrate of bacterial cholesterol-oxidases // Chem. Nat. Comp. — 2012. — Vol. 48, №. 1. — P. 172—173
6. N.V. Loginova, T.V. Koval’chuk, Y.V. Faletrov, Y.S. Halauko, N.P. Osipovich, G.I. Polozov, R.A. Zheldakova, A.T. Gres, A.S. Halauko, I.I. Azarko, V.M. Shkumatov, O.I. Shadyro / Redox-active metal(II) complexes of sterically hindered phenolic ligands: Antibacterial activity and reduction of cytochrome c. Part II. Metal(II) complexes of o-diphenol derivatives of thioglycolic acid // Polyhedron. — 2011. — V. 30. — P. 2581—2591
7. Cherniavsky E.A., Strakha I.S., Adzerikho I.E., Shkumatov V.M. Effects of low frequency ultrasound on some properties of fibrinogen and its plasminolysis[5]// BMC Biochemistry — 2011 — 12:60
8. Loginova N.V., Faletrov Y.V., Koval’chuk T.V., Osipovich N.P., Polozov G.I., Chernyavskaja A.A., Zheldakova R.A., Azarko I.I., Gres’ A.T., Shadyro O.I., Shkumatov V.M. / Redox-active metal (II) complexes of sterically hindered phenolic ligands: antibacterial activity and reduction of cytochrome c. // Polyhedron — 2010. — V.29. — P. 1646—1652.
9. Новикова Л. А., Фалетров Я. В., Ковалева И. Е., Мауерсбергер Ш., Лузиков В. Н., Шкуматов В. М. От структуры и функции ферментов биосинтеза стероидов к новым генно-инженерным технологиям // Успехи биол. химии, 2009. — Т.49. — С. 159—210.
10. Чернявский Е. А., Адзерихо И. Э., Шкуматов В. М. / Экстракционное действие ультразвука при разрушении плазменного сгустка // Биомедицинская химия 2009. — N.55, C.156-164.
11. Шкуматов В. М. От структуры ферментов биосинтеза стероидов к новым генно-инженерным технологиям и заместительной ферментотерапии // Сборник трудов «Первый съезд ученых Республики Беларусь», Минск, 1-2 ноября 2007 г., С. 413—420.
12. Shkumatov V.M. / Recombinant microorganisms for the synthesis of steroids and testing of medicines. EMBO Workshop on The Chemistry and Biochemistry of Catalysis by Biological Systems // Abstract Book. 20-22 June 2007, EMBL Hamburg. L.20.
13. Shkumatov V.M., Usova E.V., Frolova N.S., Barth G., Mauersberger S. / Effect of steroid biosynthesis modifiers on progesterone biotransformation by recombinant yeast expressing cytochrome P450c17 // Biochem. (Moscow) Suppl. Series B: Biomed. Chem. — 2007. — V.1. P. 87-94.
14. Shkumatov V.M., Radyuk V.G., Faletrov Y.V., Vinogradova A.A., Luzikov V.N., Novikova L.A. / Expression of cytochrome P450scc in Escherichia colicells: intracellular localization and interaction with bacterial redox proteins // Biochemistry (Mosc.) — 2006. — V.71. — P. 884—892.
15. S.L.Ovsianko, E.A.Chernyavsky, V.T.Minchenya, I.E.Adzerikho, V.M. Shkumatov / Effect of ultrasound on activation of serine protease precursors//Ultrasonics Sonochem. — 2005. — V.12. — P. 219—223.
16. Шкуматов В. М., Усова Е. В., Радюк В. Г., Кашкан Ж. Н., Ковганко Н. В., Юречек Т., Мауерсбергер Ш. / Окисление 17a,20b- и 17a,20a-дигидроксипрегн-4-ен-3-онов — побочных продуктов биотрансформации прогестерона микроорганизмами, экспрессирующими цитохром Р45017а // Биоорган.химия. — 2003. Т. 29, № 6. С. 640—647.
17. Шкуматов В. М., Лесникович Ю. А., Чернявский Е. А., Янович Д. Л. / Сравнительный анализ комплексообразования пентозанполисульфата и гепарина с белками различной природы // Хим.-фарм. Журнал — 2003. — Т. 37, С.44-48.
18. Nazarov P.A., Drutsa V.I., Miller W.L., Shkumatov V.M., Luzikov V.N., Novikova V.A. / Formation and functioning of fused cholesterol side-chain cleavage enzymes// DNA Cell Biol. — 2003. — V. 22. — P.243-252.
19. Лесникович Ю. А., Адзерихо И. Э., Шкуматов В. М./ Структурно-функциональные изменения стрептокиназы под действием ультразвука //Биомед.химия — 2003. — Т. 49, № 2. С. 183—190.
20. Shkumatov V.M., Usova E.V., Poljakov Y.S., Frolova N.S., Radyuk V.G., Mauersberger S., Chernogolov A.A., Honeck H., Schunck W.-H. / Biotransformation of steroids by a recombinant yeast strain expressing bovine cytochrome P-45017a. // Biochemistry (Mosс.) — 2002. — V. 67, P. 547—560.
21. Kovganko N.V., Kashkan Zh.N., Shkumatov VM. / Simple synthesis of 17alpha,20beta-dihydroxypregn-4-ene-3-one // Chem.Nat.Comp. — 2001.- V.37, N1, P. 55-57.
22. Овсянко С. Л., Чернявский Е. А., Юркштович Т. Л., Шкуматов В. М., Капуцкий Ф. Н. / Сравнительный анализ различных коммерческих препаратов а-химотрипсина методом ВЭЖХ в неденатурирующих условиях. // Хим.-фарм. журнал — 2001.- Т. 35, С. 47-50.
23. Juvonen R.-O., Shkumatov V.M., Lang M.A. / Purification and characterization of a liver microsomal cytochrome p450 isoenzyme with a high affinity and metabolic capacity for coumarin rfom pyrasole treated D2 mice // Eur. J. Biochem. — 1988. — V.171. — P. 205—211.
24. Shkumatov V.M., Smettan G., Ristau O., Rein H., Ruckpaul K., Chashchin V.L., Akhrem A.A. / Quantitation of interaction between cytochrome P450scc and adrenodoxin — analysis in the median UV-region by second derivative spectroscopy// Chem-Biol. Interact. — 1988. — V.68. — P. 71-83.
25. Chashchin V.L., Usanov S.A., Lapko V.N., Adamovich T.B., Shkumatov V.M., Akhrem A.A. Primary structure and model for molecular organization of cytochrome P450scc / Chemistry of Peptides and Proteins// Eds. Voelter W., Bayer E., Ovchinnikov Y.A., Ivanov V.T. — Berlin -New York, 1986. — P. 177—189.
26. Shkumatov V.M., Usanov S.A., Chashchin V.L., Akhrem A.A. / Cytochrome P450 dependent pathways in corticosteroid hormone biosynthesis // Pharmazie. — 1985. — V.10. — P. 757—766.
27. Chashchin V.L., Vasilevsky V.I., Shkumatov V.M., Akhrem A.A. / The domain structure of the cholesterol side chain cleavage cytochrome P450 from adrenocortical mitochondria // Biochem. Biophys. Acta. −1984. — V.787. — P. 27-38.
28. Akhrem A.A., Gilevich S.N., Shkumatov V.M., Chashchin V.L. / Selectively immobilized cytochrome C as an effective affinity ligand for electron transfer proteins // Biochim.Biophys. Acta. — 1984. — V.43. — P. 165—177.
29. Chashchin V.L., Vasilevsky V.I., Shkumatov V.M., Lapko V.N., Adamovich T.B., Berikbaeva T.M., Akhrem A.A. / The domain structure of the cholesterol side chain cleavage cytochrome P450 from adrenocortical mitochondria. Lokalization of heme group and domains in the polypeptide chain // Biochem. Biophys. Acta. −1984. — V.787. — P. 27-38.
30. Akhrem A.A., Vasilevsky V.I., Adamovich T.B., Lapko A.G., Shkumatov V.M., Chashchin V.L. Chemical characteristics of cholesterol side chain cleavagecytochrome P450 (P450scc)/ Biochemistry, Biophysics and Regulation of Cytochrome P450// Eds. GustafsonJ.A., Carlsted-Duke J., Mode A., Rafter J. — Amsterdam, 1980. — P.57-69.
31. Akhrem A.A., Lapko V.N., Lapko A.G., Shkumatov V.M., Chashchin V.L. / Isolation, structural organization and mechanism of action of mitochondrial hydroxylating systems// Acta biol. Med. Germ. −1979. V.38. P.257-273.